# Папска академия на науките
Папската академия на науките (на латински: Pontificia Academia Scientiarum; на италиански: Pontificia accademia delle scienze) е академията на науките на Ватикана. Основана е през 1936 г. от папа Пий XI и съществува с благословията на папството от тогава. Целта ѝ е да насърчава напредъка на математическите, физическите и природните науки, както и свързаните с тях епистемологични проблеми.
Седалището на папската академия се намира в сърцето на Ватиканските градини в Рим. В нея членуват много знаменити учени, включително нобеловите лауреати Ърнест Ръдърфорд, Макс Планк, Ото Хан, Нилс Бор, Ервин Шрьодингер и Чарлз Хард Таунс.

## История
Италианският учен Федерико Чези желае академиците му да се придържат към изследователската методология, основаваща се на наблюденията, експериментите и индукцията. Той основава Академия деи Линчеи (букв. „Академия на рисовете“), тъй като членовете ѝ имат остри зрение и слух като рисове, изследващи природата както на микроскопично, така и на макроскопично ниво. След смъртта на създателя ѝ, академията се разпада, но по-късно е възродена от папа Пий IX през 1847 г. и е наречена Академия Понтифика деи Нуови Линчеи („Папска академия на новите рисове“). Тя е основана повторно през 1936 г. от папа Пий XI, когато и получава днешното си име.
От тогава насам академията изследва определени научни казуси, като постепенно увеличава броя на академиците си и на международните си членове. Тя е отделен орган в рамките на Светия престол и се радва на свобода на изследванията си.

## Дейност
Тъй като академията и членовете ѝ не се влияят от фактори от национално, политическо или религиозно естество, тя е ценен източник на обективна научна информация, която се споделя с международната научна общност. В днешно време, работата на академията покрива шест главни области:
- Фундаментална наука;
- Наука и технологии на глобалните въпроси и проблеми;
- Наука в полза на проблемите на Третия свят;
- Етика и политика на науката;
- Биоетика;
- Епистемология.

Тези дисциплини се подразделят на осем области. С цел поощряване на научните изследвания, на всеки две години медалът Пий XI се връчва на учени под 45-годишна възраст с изключителни заложби. Някои от носителите на медала впоследствие стават членове на академията.